# Finanzmarktinfrastrukturgesetz
Das Finanzmarktinfrastrukturgesetz (Abkürzung: FinfraG, englisch FMIA von Financial Market Infrastructure Act) ist ein Schweizer Bundesgesetz zur Regulierung des ausserbörslichen Derivatehandels. Kern der Regulierung ist die Verpflichtung der Marktteilnehmer zum Clearing ihrer ausserbörslichen Standard-Derivatgeschäfte über einen Zentralen Kontrahenten, die Meldung von ausserbörslichen Geschäften an ein Transaktionsregister und die Verpflichtung zur Etablierung risikomindernder Geschäftspraktiken. Absicht und Inhalt von FinfraG sind ähnlich der EU-Verordnung Nr. 648/2012 (Marktinfrastrukturverordnung) und dem amerikanischen Dodd-Frank-Act, wobei die Auflagen gegenüber Marktteilnehmern ohne Banklizenz (Nichtbanken, englische Abkürzung NFC für non-financial counterparty) weniger streng als bei der Marktinfrastrukturverordnung sind. Das Gesetz trat Anfang 2016 in Kraft; mit der Umsetzung wurde die FINMA beauftragt.

## Gesetzgebung und Inkrafttreten
Am 13. Dezember 2013 begann die Vernehmlassung für das Finanzmarktinfrastrukturgesetz. Im erläuternden Bericht dazu wies das Eidgenössische Finanzdepartement auf die Umsetzung der Beschlüsse des G20-Gipfels von Pittsburgh im September 2009 hin. Das Gesetz wurde am 3. September 2014 vom Bundesrat vorgeschlagen, und befand sich bis November 2015 im Gesetzgebungsverfahren.
Strittig waren in der im Oktober 2014 vorgeschlagenen Fassung vor allem die gegenüber der Marktinfrastrukturverordnung gelockerten Bedingungen für Nichtbanken sowie die Umsetzung von Positions-Limits, so wie sie mit Richtlinie 2014/65/EU über Märkte für Finanzinstrumente („MiFID II“) in der EU noch weiter verschärft werden sollen. Positions-Limits sind Obergrenzen für den Wert von Kontrakten, die ein einzelner Marktteilnehmer halten darf. Einerseits wird die Anerkennung von FinfraG als äquivalente Regulierung zur Marktinfrastrukturverordnung und zum Dodd-Frank-Act beabsichtigt. Andererseits soll dem Schweizer Wirtschaftsstandort, der Sitz für viele internationale Finanzinstitute und Rohstoffhändler ist, nicht unnötig geschadet werden. Der Nationalrat setzte sich im Juni 2015 gegen Positions-Limits für Warenderivate ein, der Ständerat befürwortete diese hingegen.
Am 19. Juni 2015 nahmen sowohl Nationalrat als auch Ständerat das Gesetz in der Schlussabstimmung an. Der Gesetzesentwurf unterlag dem fakultativen Referendum, wenn also binnen hundert Tagen nach der Veröffentlichung 50'000 Stimmberechtigte oder acht Kantone dies verlangt hätten, so wäre vor Inkrafttreten eine Volksabstimmung erforderlich gewesen. Die Referendumsfrist lief am 8. Oktober 2015 ab, ohne dass es dazu kam. 
Gemäß Artikel 164 (2) FinfraG setzte der Bundesrat das Inkrafttreten von FinfraG und der dazugehörigen FinfraG-Verordnung (FinfraV) auf den 1. Januar 2016 fest.
Am 14. September 2018 beschloss der Bundesrat, die Meldepflicht von Derivate-Transaktionen für kleine nicht-finanzielle Gegenparteien erst am 1. Januar 2024 in Kraft zu setzen.

## Pflichten der Marktteilnehmer unter FinfraG
Die Transaktions-Meldepflicht begann analog zur Marktinfrastrukturverordnung sechs, neun oder zwölf Monate nach Zulassung des ersten FinfraG-Transaktionsregisters (TR) durch die FINMA. Die Frist hängt von der Klassifizierung des jeweiligen Kontrahenten („Gegenpartei“) ab. Die Meldepflicht begann für:
- Finanzielle Gegenparteien („FC“, z. B. Banken) und Zentrale Kontrahenten („CCP“, z. B. Börsen) sechs Monate nach TR-Zulassung, also am 1. Oktober 2017;
- Nichtfinanzielle Gegenparteien („NFC“, z. B. große Wertpapierhändler) neun Monate nach TR-Zulassung, also am 1. Januar 2018;
- Kleine Nichtfinanzielle Gegenparteien („NFC-“, z. B. Händler physischer Rohstoffe ohne großen Derivatehandel) zwölf Monate nach TR-Zulassung, also am 1. April 2018.

Am 1. April 2017 wurden zwei FinfraG-TR zugelassen, womit die obengenannte Frist in Gang gesetzt wurde:
- REGIS-TR mit Sitz in Luxemburg[13], ein Joint Venture von Iberclear und Clearstream, somit zur Deutsche Börse Gruppe gehörig.[14]
- SIX Trade Repository mit Sitz in Zürich[15], zur Schweizer Börse SIX Group gehörig.[16]

## Gesetz und Verordnungen
- Bundesgesetz über die Finanzmarktinfrastrukturen und das Marktverhalten im Effekten- und Derivatehandel (Finanzmarktinfrastrukturgesetz, FinfraG). In: Bundesblatt, Jg. 2015, Nr. 25 vom 30. Juni 2015, S. 4931–4983. (Folgend Änderungsbestimmungen)
- Verordnung über die Finanzmarktinfrastrukturen und das Marktverhalten im Effekten- und Derivatehandel (Finanzmarktinfrastrukturverordnung, FinfraV). In: Bundesblatt, Jg. 2015, S. 5413–5508. (SR 958.11)
- Transaktionsregistern zu meldende Angaben (Feldliste), Anhang 2 gemäß Art. 93, FinfraV. In: Bundesblatt, Jg. 2015, S. 5480–5502.